# Цаплин, Дмитрий Филиппович
Дмитрий Филиппович Цаплин (8 [20] февраля 1890, Малый Мелик, Саратовская губерния — 25 ноября 1967, Москва) — советский скульптор.

## Биография
Родился в крестьянской семье, год учился в Саратовских высших художественных мастерских. Был учеником А. М. Лавинского. Начал участвовать в выставках с 1920 года. Первая его мастерская была в Саратове, на Соляной улице. В Саратове же состоялась его первая персональная выставка в 1925 году.
С 1925 года жил в Москве. В 1925—1927 годах участвовал в выставках АХРР и ОРСа. В 1927 году после второй персональной выставки в Доме литераторов был командирован наркомом А. В. Луначарским для работы за границу.
Дмитрий Цаплин поселился в Париже, где ему довелось встречаться с такими своими современниками, как Пабло Пикассо и Осип Цадкин. Здесь же он познакомился со скульптором Борисом Шаляпиным, а затем и с его отцом Фёдором Шаляпиным. Результатом этого знакомства стал бюст певца (находится в Саратовском музее). Там же в Париже маленькая Ирина Витман после посещения его мастерской также решила стать скульптором. В Париже познакомился с Татьяной Лещенко-Сухомлиной, которая стала его женой.
Позднее вместе с семьёй Цаплин переехал в Испанию. В его работах того времени искусствоведы усматривают влияние традиционной каталонской скульптуры. Он выставлял свои произведения в Париже, на Мальорке, в Барселоне, в Мадриде, в Валенсии и в Лондоне. Несмотря на большой спрос, которым пользовались его скульптуры, он не продавал их за рубежом, считая себя обязанным вернуть их на Родину.
В 1935 году Дмитрий Цаплин вернулся в СССР. Здесь он создал целый ряд произведений портретного жанра. Известность принесла ему скульптура из дерева «Грузчик». Жил в квартире на Тверской улице.
Произведения Д. Ф. Цаплина находятся в Государственной Третьяковской галерее в Москве, Государственном Русском музее в Санкт-Петербурге, Государственном театральном музее им. Бахрушина, Научно-мемориальном музее профессора Н. Е. Жуковского, Дальневосточном художественном музее в Хабаровске, Северо-Осетинском государственном художественном музее имени М. С. Туганова, Сумском областном художественном музее имени Н. Х. Онацкого, Львовской картинной галерее (Украина), Государственном музее В. В. Маяковского, музеях Риги (Латвия), Ужгорода, Саратова, Екатеринбурга, Астрахани, Петрозаводска, Перми, Костромы, Курска, Барнаула, Нижнего Тагила, Новосибирска, Твери, Национальном музее искусств имени Гапара Айтиева, в Государственном музее искусств имени И. В. Савицкого, а также в нескольких зарубежных собраниях.
Скончался 25 ноября 1967 года в Москве. Похоронен на Донском кладбище.

## Творчество
Творчество Д. Ф. Цаплина делится на несколько периодов: работы периода проживания во Франции идеально вписываются в традицию европейского ар-деко, отчего так и полюбились европейской публикой тех лет; в испанском периоде искусствоведы усматривают влияние традиционной каталонской скульптуры; советский период (по возвращении в СССР) трагичен и абсурден одновременно. Художник, искренне веривший в идеи коммунизма и революцию, оказался не нужен системе. Мастерскую Цаплина на задворках ГУМа часто посещали Александр Тышлер, Владимир Татлин, Роберт Фальк, с которыми Цаплин дружил, чиновники, представители богемы и целое поколение молодых литераторов и художников. Одним из них был Леонид Соков, не раз говоривший в интервью, что после посещения мастерских Цаплина и Василия Ватагина понял, что скульптор может жить и зарабатывать, фактически не соприкасаясь с пропагандистской машиной. Советская пресса обвиняла Цаплина в формализме, заказов ему не давали, выставок не было. Но он нашёл свою нишу — анималистику. Спрос на изображения животных в СССР был бесперебойным. На досуге он также вырезал полые деревянные головы Ленина и Маркса и скульптуры-аллегории, сегодня известные под условными названиями «Встающий», «Атланты», «Из космоса». Цаплин изобрел собственную пропитку для древесины — его скульптуры до сих пор не по зубам древесному жучку. Несмотря на подчеркнуто несоветскую эстетику работ Д. Ф. Цаплина, к скульптору обращались с предложениями о покупке его работ музеи и различные советские организации. Цаплин экспериментировал и с абстракцией — делал скульптуры из стекла, ныне исчезнувшие. Такова же участь большинства его произведений.

### Выставки
Выставки работ Цаплина проходили в Париже, Барселоне, Лондоне, Мадриде, на Мальорке, Валенсии, Москве, Варшаве, Вроцлаве и других городах.

## Хищения скульптур
В 2004 году пропала большая часть работ Д. Ф. Цаплина. На месте мастерской скульптора было начато строительство торгового центра. Были спасены только около 40. 70 работ находятся в 29 музеях и галереях России, странах СНГ и Лондоне. Всего им было сделано более 250 работ.
В 2013 году дочь Цаплина Вера-Алена погибла, став жертвой «черных риелторов». Преступники завладели её квартирой в Москве на Тверской улице. На счету банды было не одно подобное убийство. Когда после долгих судебных разбирательств родственники смогли попасть в квартиру, она была пуста: работ Цаплина там уже не было, бумаги из семейного архива были свалены в кучу на балконе.

## Наследие и память
- 28 февраля 2017 года глава города Саратова подписал Постановление о присвоении площади в новом микрорайоне имени Дмитрия Филипповича Цаплина[9][10].
- Весной 2018 года Государственная Третьяковская галерея начала беспрецедентную программу по сбору денег на приобретение и реставрацию работ скульптора Дмитрия Филипповича Цаплина, спасенных скульптором В. П. Буйначевым с коллегами и переданных ими в галерею[11].
- В 2020 году вышел документальный фильм телеканала «Культура» о скульпторе Цаплине — «Дмитрий Цаплин. Утраченный гений. Отсекая лишнее»[12].

## Книги
- 1978 — Москва, издательство «Советский художник», Ненарокомова И. С., «Панорама искусств», научно-популярный сборник.
- 1990 — Москва, издательство «Советский художник», Тиханова В. А., «Лик живой природы. Очерки о советских анималистах».
- 1998 — Москва, издательство «Красная площадь», «ГТГ. Каталог собрания. Скульптура второй половины XX века».
- 2004 — Москва, издательство «Рипол Классик», Соколова Н. Н., «Федор Шаляпин. Воспоминания. Статьи».
- 2016 — Саратов, издательство «Саратовский источник», Новиков Е. А., «Я делал свое искусство для моего народа». Скульптор Д. Ф. Цаплин.
- 2019 — Саратов, издательство «Новый ветер», Новиков Е. А., «Я делал свое искусство для моего народа». Скульптор Д. Ф. Цаплин. Изд. 2-е, испр. и допол.
- 2021 — Москва, издательство «Новое завтра», Новиков Е. А., «Я делал свое искусство для моего народа». Скульптор Д. Ф. Цаплин. Альбом Изд. 3-е, испр. и допол.